# Montagagne
Montagagne est une commune française, située dans le centre du département de l'Ariège en région Occitanie. Sur le plan historique et culturel, la commune fait partie du Couserans, pays aux racines gasconnes structuré par le cours du Salat.
Exposée à un climat de montagne, elle est drainée par l'Arize et par divers autres petits cours d'eau. La commune possède un patrimoine naturel remarquable composé de trois zones naturelles d'intérêt écologique, faunistique et floristique.
Montagagne est une commune rurale qui compte 82 habitants en 2022, après avoir connu un pic de population de 434 habitants en 1806. Ses habitants sont appelés les Montagagnais ou Montagagnaises.

## Géographie

### Localisation
La commune de Montagagne se trouve dans le département de l'Ariège, en région Occitanie.
Elle se situe à 16 km à vol d'oiseau de Foix, préfecture du département, à 22 km de Saint-Girons, sous-préfecture, et à 4 km de La Bastide-de-Sérou, bureau centralisateur du canton du Couserans Est dont dépend la commune depuis 2015 pour les élections départementales.
La commune fait en outre partie du bassin de vie de Foix.
Les communes les plus proches sont : 
Sentenac-de-Sérou (1,8 km), Larbont (2,0 km), Nescus (2,6 km), Esplas-de-Sérou (2,8 km), La Bastide-de-Sérou (4,3 km), Le Bosc (5,1 km), Alzen (5,3 km), Montels (6,0 km).
Sur le plan historique et culturel, Montagagne fait partie du Couserans, pays aux racines gasconnes structuré par le cours du Salat (affluent de la Garonne), que rien ne prédisposait à rejoindre les anciennes dépendances du comté de Foix.
Les communes limitrophes sont  Alzen, Esplas-de-Sérou, Larbont, Le Bosc et Sentenac-de-Sérou.
| Esplas-de-Sérou   | Larbont    |       |
| Sentenac-de-Sérou | Montagagne | Alzen |
|                   | Le Bosc    |       |

### Géologie et relief
La commune est située dans les Pyrénées, une chaîne montagneuse jeune, érigée durant l'ère tertiaire (il y a 40 millions d'années environ), en même temps que les Alpes. Les terrains affleurant sur le territoire communal sont constitués de roches sédimentaires datant pour certaines du Paléozoïque, une ère géologique qui s'étend de −541 à −252,2 Ma (millions d'années), et pour d'autres du Protérozoïque, le dernier éon du Précambrien sur l’échelle des temps géologiques. La structure détaillée des couches affleurantes est décrite dans la feuille « n°1074 - Saint-Girons » de la carte géologique harmonisée au 1/50 000ème du département de l'Ariège, et sa notice associée.
La superficie cadastrale de la commune publiée par l’Insee, qui sert de références dans toutes les statistiques, est de 7,06 km2,. La superficie géographique, issue de la BD Topo, composante du Référentiel à grande échelle produit par l'IGN, est quant à elle de 6,88 km2. Son relief est particulièrement escarpé puisque la dénivelée maximale atteint 917 mètres. L'altitude du territoire varie entre 469 m et 1 386 m.

### Hydrographie

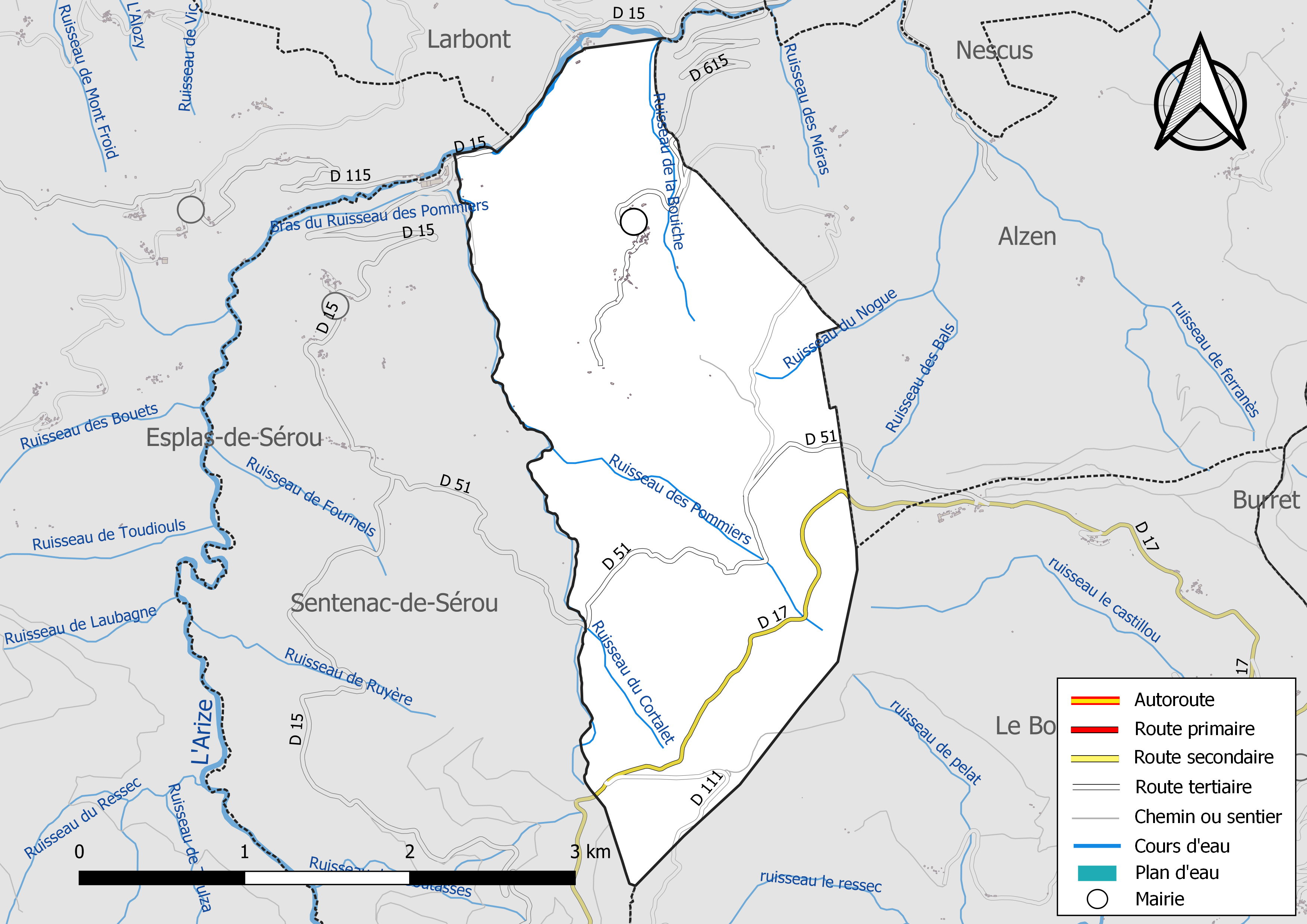
Réseaux hydrographique et routier de Montagagne.

La commune est dans le bassin versant de la Garonne, au sein du bassin hydrographique Adour-Garonne. Elle est drainée par l'Arize, un bras de l'Arize, un bras du Ruisseau des Pommiers, le ruisseau de la Bouiche, le ruisseau des Pommiers, le ruisseau du Cortalet, le ruisseau du Nogue et par un petit cours d'eau, constituant un réseau hydrographique de 7 km de longueur totale,.
L'Arize, d'une longueur totale de 83,78 km, prend sa source dans la commune de Sentenac-de-Sérou et s'écoule du sud vers le nord. Elle traverse la commune et se jette dans la Garonne à Carbonne, après avoir traversé 20 communes.

### Climat
Pour des articles plus généraux, voir Climat de l'Occitanie et Climat de l'Ariège.
En 2010, le climat de la commune est de type climat des marges montargnardes, selon une étude s'appuyant sur une série de données couvrant la période 1971-2000. En 2020, Météo-France publie une typologie des climats de la France métropolitaine dans laquelle la commune est exposée à un climat de montagne et est dans la région climatique Pyrénées centrales, caractérisée par une pluviométrie annuelle de 1 000 à 1 200 mm.
Pour la période 1971-2000, la température annuelle moyenne est de 10,6 °C, avec  une amplitude thermique annuelle de 14,4 °C. Le cumul annuel moyen de précipitations est de 1 034 mm, avec 10,2 jours de précipitations en janvier et 7,7 jours en juillet. Pour la période 1991-2020 la température moyenne annuelle observée sur la station météorologique la plus proche, située sur la commune de La Bastide-de-Sérou à 4 km à vol d'oiseau, est de 11,9 °C et le cumul annuel moyen de précipitations est de 1 091,0 mm,. Pour l'avenir, les paramètres climatiques de la commune estimés pour 2050 selon différents scénarios d’émission de gaz à effet de serre sont consultables sur un site dédié publié par Météo-France en novembre 2022.

### Milieux naturels et biodiversité
L’inventaire des zones naturelles d'intérêt écologique, faunistique et floristique (ZNIEFF) a pour objectif de réaliser une couverture des zones les plus intéressantes sur le plan écologique, essentiellement dans la perspective d’améliorer la connaissance du patrimoine naturel national et de fournir aux différents décideurs un outil d’aide à la prise en compte de l’environnement dans l’aménagement du territoire.
Deux ZNIEFF de type 1 sont recensées sur la commune : le « massif de l'Arize, versant nord » (12 354 ha), couvrant 23 communes du département, et 
le « massif de l'Arize, zone d'altitude » (15 897 ha), couvrant 26 communes du département et une ZNIEFF de type 2, :  le « massif de l'Arize » (42 110 ha), couvrant 40 communes du département.

Carte des ZNIEFF de type 1 et 2 à Montagagne.
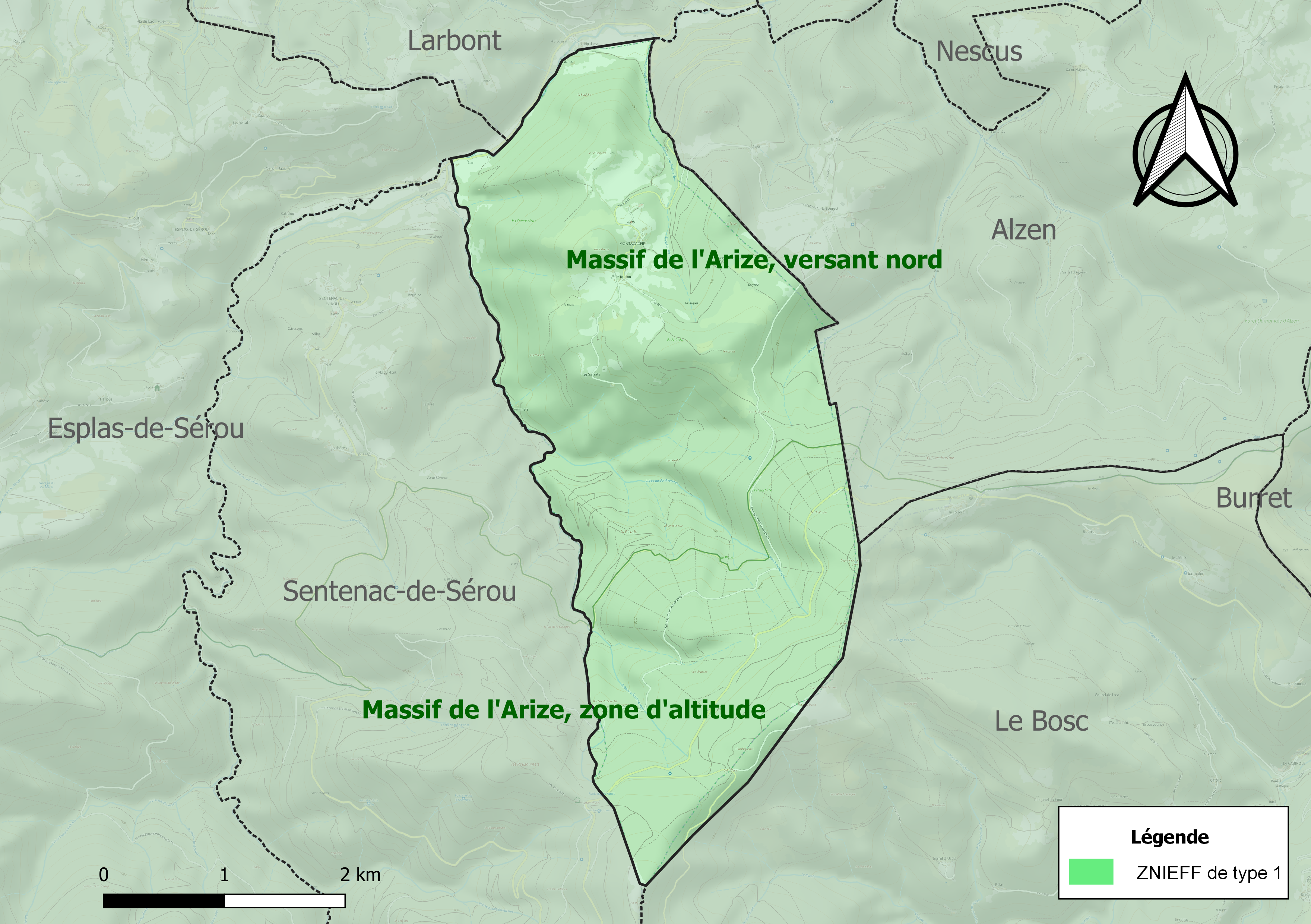
Carte des ZNIEFF de type 1 sur la commune.
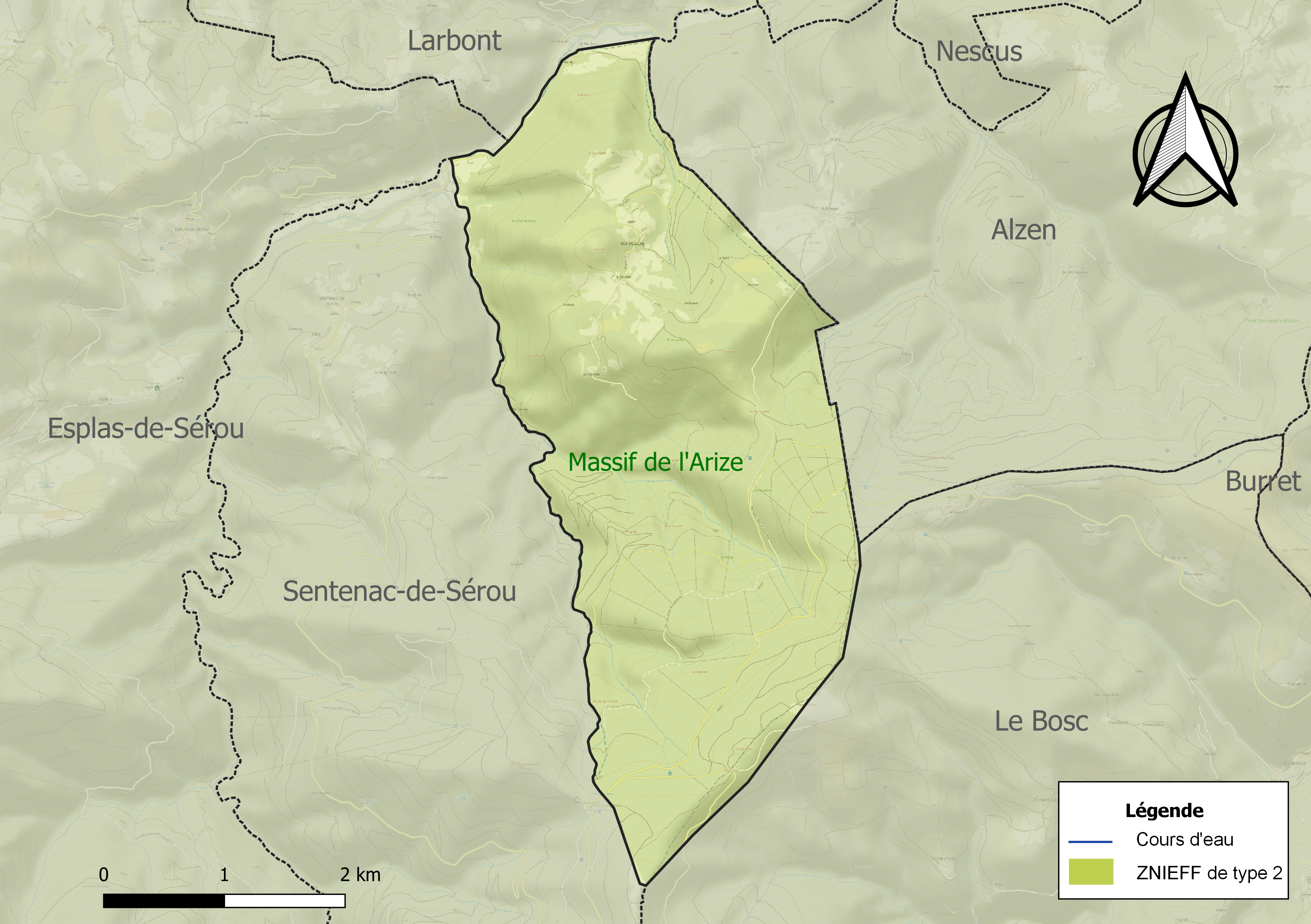
Carte de la ZNIEFF de type 2 sur la commune.

## Urbanisme

### Typologie
Au 1er janvier 2024, Montagagne est catégorisée commune rurale à habitat très dispersé, selon la nouvelle grille communale de densité à 7 niveaux définie par l'Insee en 2022.
Elle est située hors unité urbaine et hors attraction des villes,.

### Occupation des sols
L'occupation des sols de la commune, telle qu'elle ressort de la base de données européenne d’occupation biophysique des sols Corine Land Cover (CLC), est marquée par l'importance des forêts et milieux semi-naturels (83,7 % en 2018), en diminution par rapport à 1990 (98,9 %). La répartition détaillée en 2018 est la suivante : 
forêts (83,1 %), zones agricoles hétérogènes (15,2 %), prairies (1,1 %), milieux à végétation arbustive et/ou herbacée (0,6 %). L'évolution de l’occupation des sols de la commune et de ses infrastructures peut être observée sur les différentes représentations cartographiques du territoire : la carte de Cassini (XVIIIe siècle), la carte d'état-major (1820-1866) et les cartes ou photos aériennes de l'IGN pour la période actuelle (1950 à aujourd'hui).

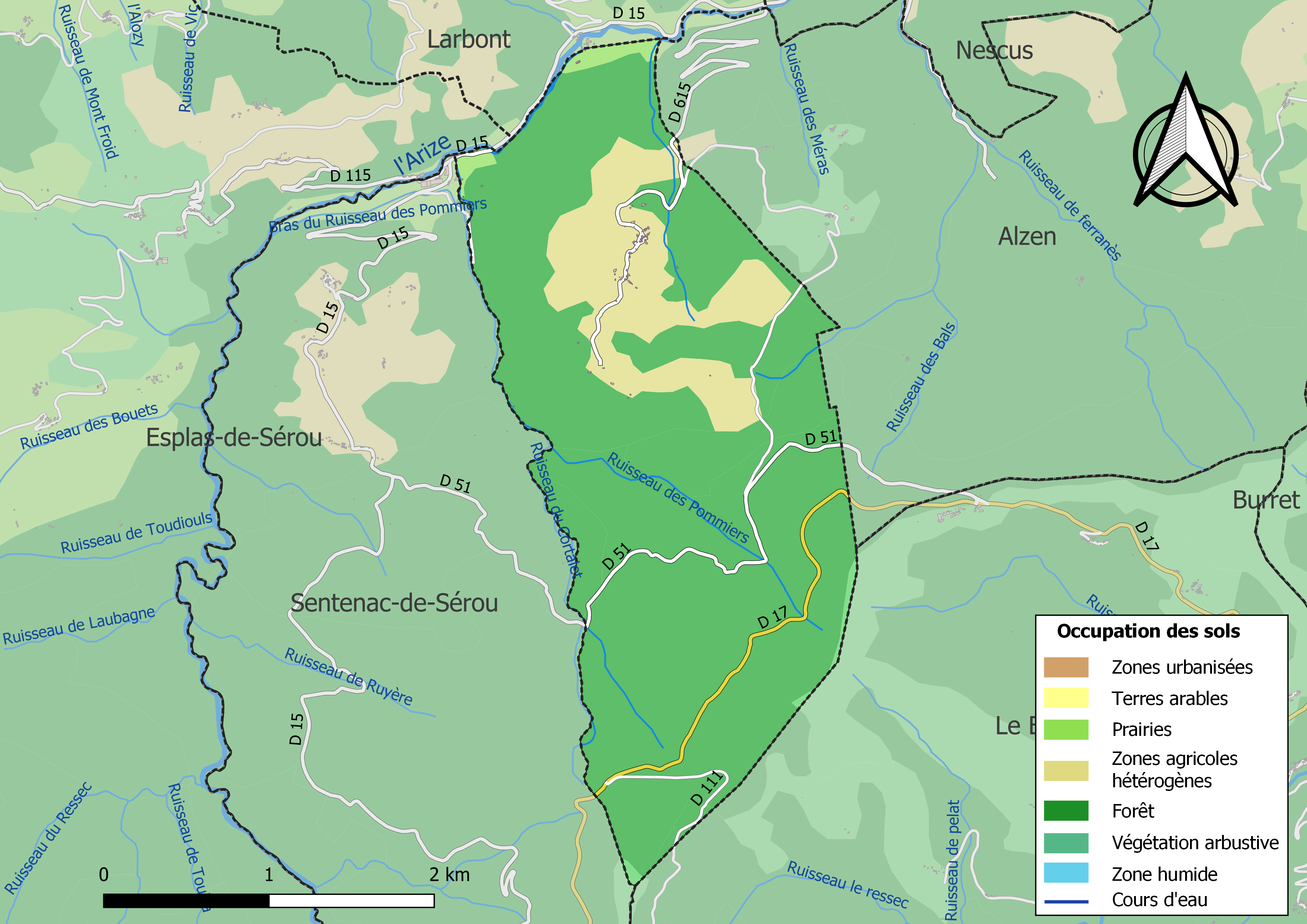
Carte des infrastructures et de l'occupation des sols de la commune en 2018 (CLC).

### Habitat et logement
En 2018, le nombre total de logements dans la commune était de 43, alors qu'il était de 35 en 2013 et de 32 en 2008.
Parmi ces logements, 69,6 % étaient des résidences principales, 23,4 % des résidences secondaires et 7 % des logements vacants. Ces logements étaient pour 88 % d'entre eux des maisons individuelles et pour 0 % des appartements.
Le tableau ci-dessous présente la typologie des logements à Montagagne en 2018 en comparaison avec celle de l'Ariège et de la France entière. Une caractéristique marquante du parc de logements est ainsi une proportion de résidences secondaires et logements occasionnels (23,4 %) inférieure à celle du département (24,6 %) mais supérieure à celle de la France entière (9,7 %). Concernant le statut d'occupation de ces logements, 69 % des habitants de la commune sont propriétaires de leur logement (74,1 % en 2013), contre 66,3 % pour l'Ariège et 57,5 % pour la France entière.
| Typologie                                               | Montagagne | Ariège | France entière |
| ------------------------------------------------------- | ---------- | ------ | -------------- |
| Résidences principales (en %)                           | 69,6       | 65,7   | 82,1           |
| Résidences secondaires et logements occasionnels (en %) | 23,4       | 24,6   | 9,7            |
| Logements vacants (en %)                                | 7          | 9,7    | 8,2            |

### Risques majeurs
Le territoire de la commune de Montagagne est vulnérable à différents aléas naturels : inondations, climatiques (grand froid ou canicule), feux de forêts, mouvements de terrains et séisme (sismicité modérée). Il est également exposé à un risque particulier, le risque radon,.

#### Risques naturels

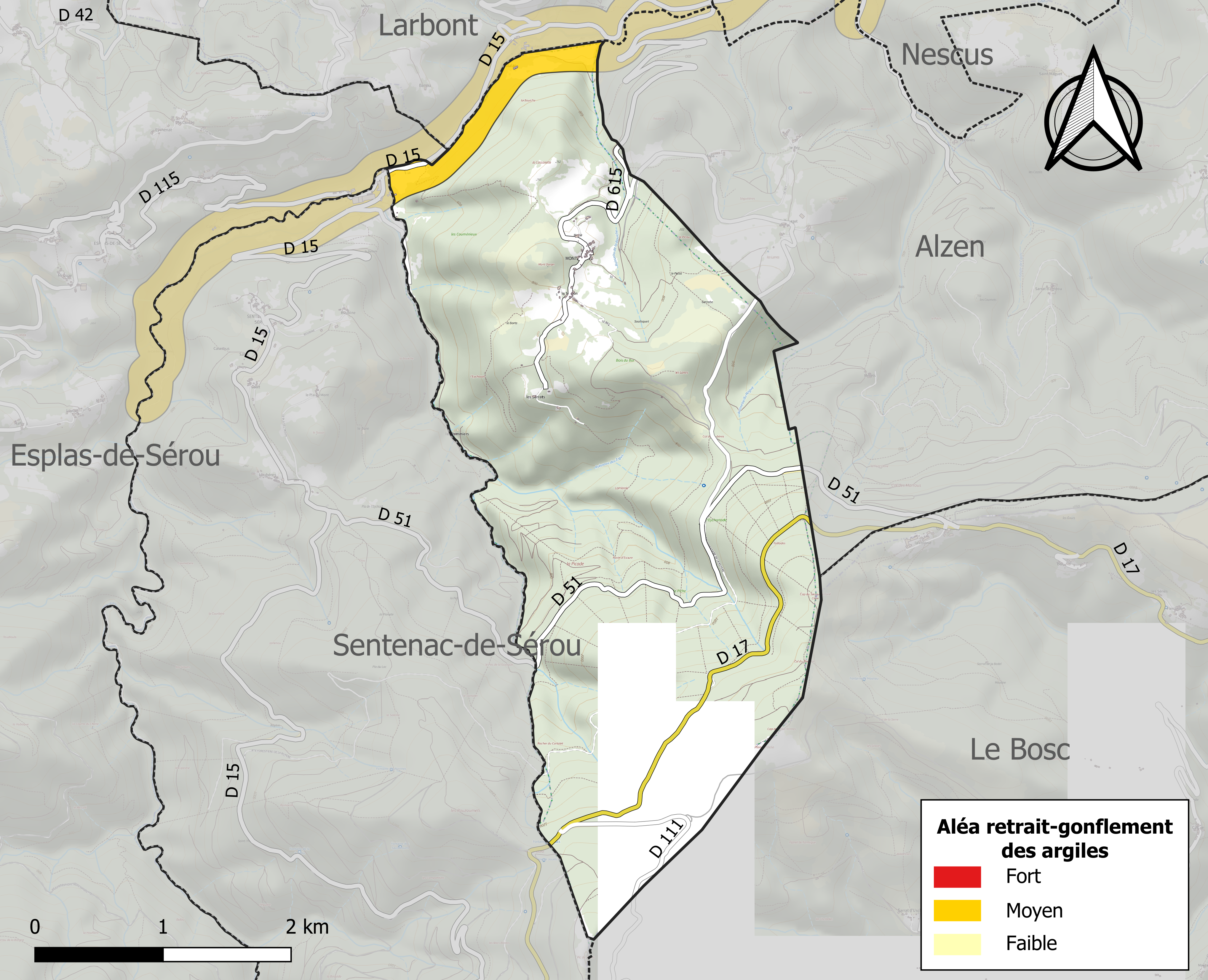
Zonage de l'aléa retrait-gonflement des argiles sur la commune de Montagagne.

Certaines parties du territoire communal sont susceptibles d’être affectées par le risque d’inondation par débordement, crue torrentielle d'un cours d'eau, ou ruissellement d'un versant.
Les mouvements de terrains susceptibles de se produire sur la commune sont soit des chutes de blocs, soit des glissements de terrains, soit des effondrements liés à des cavités souterraines, soit des mouvements liés au retrait-gonflement des argiles. Près de 50 % de la superficie du département est concernée par l'aléa retrait-gonflement des argiles, dont la commune de Montagagne. L'inventaire national des cavités souterraines permet par ailleurs de localiser celles situées sur la commune.

#### Risque particulier
Dans plusieurs parties du territoire national, le radon, accumulé dans certains logements ou autres locaux, peut constituer une source significative d’exposition de la population aux rayonnements ionisants. Toutes les communes du département sont concernées par le risque radon à un niveau plus ou moins élevé. Selon la classification de 2018, la commune de Montagagne est classée en zone 3, à savoir zone à potentiel radon significatif.

## Histoire
France Culture diffuse le 25 février 2006 une émission Terre à terre, de Ruth Stégassy, intitulée Développement durable et territoires à Montagagne en Ariège, avec un entretien avec Dominique Masset, néo-rural devenu maire, et d'autres volontaires pour vivre dans ce petit village enclavé de montagne du massif de l'Arize (44 habitants en 2006). Partant d'un constat d'une difficile cohabitation entre les autochtones et les néo-ruraux, une première phase somme toute conquérante a consisté à se faire élire, à créer une association foncière pastorale permettant d'installer deux agriculteurs, à maintenir une école primaire intercommunale alors menacée dans son existence, à créer un logement social, à développer l'entraide. Une seconde phase a été d'instaurer une démocratie participative entre les habitants peu nombreux avec un dossier important concernant la maîtrise de l'eau et de l'assainissement soit conservée par la commune ou soit déléguée à un syndicat départemental Écouter par ce lien.

## Politique et administration

### Découpage territorial
La commune de Montagagne est membre de la communauté de communes Couserans-Pyrénées, un établissement public de coopération intercommunale (EPCI) à fiscalité propre créé le 18 novembre 2016 dont le siège est à Saint-Lizier. Ce dernier est par ailleurs membre d'autres groupements intercommunaux.
Sur le plan administratif, elle est rattachée à l'arrondissement de Saint-Girons, au département de l'Ariège, en tant que circonscription administrative de l'État, et à la région Occitanie.
Sur le plan électoral, elle dépend du canton du Couserans Est pour l'élection des conseillers départementaux, depuis le redécoupage cantonal de 2014 entré en vigueur en 2015, et de la première circonscription de l'Ariège  pour les élections législatives, depuis le redécoupage électoral de 1986.

### Liste des maires
| Période                                  | Période       | Identité         | Étiquette | Qualité     |
| ---------------------------------------- | ------------- | ---------------- | --------- | ----------- |
| mars 2001                                | décembre 2004 | Antoine Girelli  |           |             |
| janvier 2005                             | 2014          | Dominique Masset |           |             |
| mars 2014                                | mai 2020      | Alain Levi       | SE        | Agriculteur |
| mai 2020                                 | En cours      | Céline Malgat    |           |             |
| Les données manquantes sont à compléter. |               |                  |           |             |

### Tendances politiques
Lors de l'élection présidentielle de 2007, malgré un score d'un peu plus de 1 % au niveau national, José Bové arrive en tête dans la commune avec 38 % des voix. Cinq ans après, c'est une nouvelle fois un candidat écologiste qui s'impose à Montagagne, en l’occurrence Eva Joly avec 28 % en dépit d'un score national de 2 %,.

## Démographie
L'évolution du nombre d'habitants est connue à travers les recensements de la population effectués dans la commune depuis 1793. Pour les communes de moins de 10 000 habitants, une enquête de recensement portant sur toute la population est réalisée tous les cinq ans, les populations de référence des années intermédiaires étant quant à elles estimées par interpolation ou extrapolation. Pour la commune, le premier recensement exhaustif entrant dans le cadre du nouveau dispositif a été réalisé en 2005.

En 2022, la commune comptait 82 habitants, en évolution de +12,33 % par rapport à 2016 (Ariège : +1,48 %, France hors Mayotte : +2,11 %).
| 1793 | 1800 | 1806 | 1821 | 1831 | 1836 | 1841 | 1846 | 1851 |
| ---- | ---- | ---- | ---- | ---- | ---- | ---- | ---- | ---- |
| 291  | 255  | 434  | 370  | 318  | 328  | 335  | 322  | 311  |

| 1856 | 1861 | 1866 | 1872 | 1876 | 1881 | 1886 | 1891 | 1896 |
| ---- | ---- | ---- | ---- | ---- | ---- | ---- | ---- | ---- |
| 262  | 247  | 314  | 306  | 317  | 272  | 224  | 205  | 191  |

| 1901 | 1906 | 1911 | 1921 | 1926 | 1931 | 1936 | 1946 | 1954 |
| ---- | ---- | ---- | ---- | ---- | ---- | ---- | ---- | ---- |
| 205  | 204  | 206  | 139  | 113  | 89   | 78   | 64   | 42   |

| 1962 | 1968 | 1975 | 1982 | 1990 | 1999 | 2005 | 2006 | 2010 |
| ---- | ---- | ---- | ---- | ---- | ---- | ---- | ---- | ---- |
| 24   | 13   | 9    | 16   | 19   | 57   | 45   | 44   | 49   |

| 2015 | 2020 | 2022 | - | - | - | - | - | - |
| ---- | ---- | ---- | - | - | - | - | - | - |
| 70   | 79   | 82   | - | - | - | - | - | - |

## Économie

### Emploi
| Division       | 2008   | 2013   | 2018   |
| -------------- | ------ | ------ | ------ |
| Commune        | 25,7 % | 27,7 % | 28,6 % |
| Département    | 8,9 %  | 11,1 % | 11,2 % |
| France entière | 8,3 %  | 10 %   | 10 %   |

En 2018, la population âgée de 15 à 64 ans s'élève à 57 personnes, parmi lesquelles on compte 71,5 % d'actifs (42,9 % ayant un emploi et 28,6 % de chômeurs) et 28,5 % d'inactifs,. Depuis 2008, le taux de chômage communal (au sens du recensement) des 15-64 ans est supérieur à celui de la France et du département.
La commune est hors attraction des villes,. Elle compte 11 emplois en 2018, contre 16 en 2013 et 11 en 2008. Le nombre d'actifs ayant un emploi résidant dans la commune est de 25, soit un indicateur de concentration d'emploi de 45,8 % et un taux d'activité parmi les 15 ans ou plus de 71,5 %.
Sur ces 25 actifs de 15 ans ou plus ayant un emploi, 8 travaillent dans la commune, soit 33 % des habitants. Pour se rendre au travail, 83,3 % des habitants utilisent un véhicule personnel ou de fonction à quatre roues et 16,7 % n'ont pas besoin de transport (travail au domicile).

### Activités hors agriculture
3 établissements sont implantés  à Montagagne au 31 décembre 2019.
Le secteur de l'administration publique, l'enseignement, la santé humaine et l'action sociale est prépondérant sur la commune puisqu'il représente 33,3 % du nombre total d'établissements de la commune (1 sur les 3 entreprises implantées  à Montagagne), contre 14,4 % au niveau départemental.

### Agriculture
|                                   | 1988 | 2000 | 2010 |
| --------------------------------- | ---- | ---- | ---- |
| Exploitations                     | 3    | 2    | 4    |
| Superficie agricole utilisée (ha) | 24   | 42   | 40   |

La commune fait partie de la petite région agricole dénommée « Région sous-pyrénéenne ». En 2010, l'orientation technico-économique de l'agriculture  sur la commune est la polyculture et le polyélevage. Quatre exploitations agricoles ayant leur siège dans la commune sont dénombrées lors du recensement agricole de 2010 (trois en 1988). La superficie agricole utilisée est de 40 ha.

## Culture locale et patrimoine

### Lieux et monuments
- Église Saint-André (statue de la Vierge à l’Enfant en bois polychrome du XVIe, volée, puis retrouvée décapitée en 1972).
- Lavoir avec ancienne fontaine en pierre
- Gouffre du Soulisquet et grotte d’Estaniels